# Maria Cecília Baij
Maria Cecília Baij (Montefiascone, 1694 - 6 de janeiro de 1766) mística cristã italiana, freira beneditina.

## Biografia
Ela nasceu em Montefiascone em 1694 na família do carpinteiro Karl e da mãe Klemenza Antonini. Eles deram à luz cinco filhos. A família vivia em Viterbo, Cecília cresceu como a filha mais nova da família. Quando o próprio irmão, o padre Pedro, é nomeado capelão da catedral de Montefiascone, parte da família, a mãe e a pequena Cecília mudam-se com ele para Montefiascone. Cecília foi criada no Instituto de Professores Pie Venerini, que foi fortemente influenciado pelos padres jesuítas. Os primeiros testemunhos de Cecília, de cinco anos de idade, contam como ela era uma garotinha animada que era irresistivelmente atraída pela oração, escondida em algum canto onde pensava que ninguém a tinha visto e orando ao Senhor para ser completamente Dele. Aos 17 anos ingressou no convento das Irmãs Cistercienses de Viterbo, onde permaneceu pouco mais de um ano e regressou à família. A primeira tentativa de cumprir a vocação religiosa falhou porque Cecília havia julgado que devido ao serviço de tocar címbalo, que lhe fora confiado, ela não teria tempo suficiente para a oração pessoal. Dois anos depois, em abril de 1713, Cecília entrou no mosteiro de São Pedro as Irmãs Beneditinas do Santíssimo Sacramento em Montefiascone, onde ela permanecerá pelo resto de sua vida.  No dia dos primeiros votos, 26 de agosto de 1714, ocorre um dos momentos mais marcantes da jornada espiritual de Cecília. Pelos próprios votos religiosos, que são celebrados de acordo com o rito estabelecido, Maria Cecília se torna a noiva de Jesus, mas para Cecília também se torna o dia de seu noivado místico com Cristo. Ou seja, renovando na oração pessoal durante a missa diária seu noivado com Cristo, Cecília tem uma visão mística onde ela está diante de Jesus e Maria rodeada de anjos e santos que a ensinam como viver a união e o noivado com Cristo. De maneira especial, Cecília pede a Santa Catarina de Siena e Santa Gertrudes, mas também outras freiras e virgens que as acompanhavam para ensiná-la a amar seu noivo. Durante a visão, Cecília renova seus votos e Jesus a coroa e beija com um "beijo puro" e a abraça. Seguiu-se uma vida religiosa regular e, ao ver Cecília, ela experimentou um profundo sentimento interior de sua própria indignidade de ser a noiva de Cristo.  Como todos os grandes místicos, ela experimentou todos os tipos de provações externas e internas, aridez, tormento, escuridão, tudo, desde as perseguições refinadas de suas próprias irmãs até a incompreensão dos padres e confessores.  Ela morreu santa no Senhor em 6 de janeiro de 1766. Mons. Petar Bergamaschi pesquisou a obra de Maria Cecília Baij. 